# 岩瀬惠子
岩瀬 恵子（いわせ けいこ、1963年9月11日 - ）は、日本のフリーアナウンサー。
元フジテレビアナウンサー。ホリプロ所属。
東京都出身。

## 来歴・人物
聖心女子大学文学部外国語外国文学科卒業後の1986年、フジテレビに入社。同期に横井克裕、阿部知代がいる。
1989年に三菱商事勤務の商社マンと結婚し、1991年よりニューヨーク支局へ3年間の単身赴任を経験した。帰国後はゴルフ中継のレポーターを主に務めていたが、1997年に広報部へ異動になったことを機に、フジテレビを退社した。
退社後はフリーとして、自身の趣味であるゴルフ番組の司会などを務めている。夫の転勤に伴い、しばらくアメリカ（カリフォルニア→ニューヨーク）に在住していたが、2006年夏に帰国した。
祖父はプロ野球・東京セネタースの理事だった。

## 現在の出演番組
- 岩瀬恵子のスマートNEWS（ラジオ日本、2012年10月 - ）[2]

## 過去の出演番組

### 報道・情報番組
| 期間          | 期間          | 番組名                         | 役職   |
| ------------- | ------------- | ------------------------------ | ------ |
| 1988年4月4日  | 1989年3月31日 | タイム3                        | 司会   |
| 1989年4月3日  | 1990年3月30日 | 生島ヒロシのおいしいフライパン | MC     |
| 1990年4月2日  | 1990年9月28日 | 生島ヒロシのもっと・自由な生活 | 進行役 |
| 1990年10月1日 | 1991年9月28日 | 奥さまお手をどうぞ!            | 進行役 |

### バラエティ番組（フリーランス後も含めて）
- 正義の味方株式会社
- 笑っていいとも!増刊号
- オレたちひょうきん族
- 絶品!地球まるかじり（テレビ東京）
- FMソフィア（TOKYO FM、1998年10月 - 2001年3月）
- 原宿コレクション（BS朝日）
- ファイナンシャルBOX（木曜日・ラジオNIKKEI、2006年10月 - 2007年3月）
- 宮里藍のビッグゴルフ in USA（テレビ東京）
- クイズプレゼンバラエティー Qさま!!（テレビ朝日、2008年11月3日）
- SUZUKIスペシャル 時代を築いた一台の車 アルト30年の旅（静岡朝日テレビ・BS朝日、2009年7月19日）
- 天才をつくる!ガリレオ脳研（テレビ朝日、2010年10月23日） ※ かつてのフジテレビアナ･千野志麻、大坪千夏、有賀さつき、政井マヤと出演。
- SUZUKI Presents  進化を続ける“日本の軽”～スズキ軽自動車60年の軌跡（静岡朝日テレビ)(2015年2月28日）(BS朝日では3月1日に放送した)
- TOKYO MX NEWS（東京メトロポリタンテレビジョン)(2016年7月25日 - 26日、石井希和の夏期休暇に伴う代役。）